# 中舘英二
中舘 英二（なかだて えいじ、1965年7月22日 - ）は日本中央競馬会（JRA）美浦トレーニングセンター所属の調教師、元騎手。騎手時代には3度の年度表彰を受賞したヒシアマゾンなどに騎乗し、GI級競走4勝、通算1869勝を挙げている。また、福島競馬場で歴代2位の425勝を記録している。
平成27年度新規調教師免許試験に合格し、2015年3月1日に厩舎を開業した。

## 来歴
1965年、東京都荒川区に生まれる。父は競馬関係者ではなかったが、競馬評論家・予想家の宮城昌康と親交があり、また母もパートタイムで中山競馬場内の馬券売り場に勤めるなど、競馬との繋がりを持つ家庭であった。中学校在学中に騎手を志し、その卒業後、中央競馬の騎手養成長期課程に第32期生として入所。この翌年から競馬会が千葉県白井市に競馬学校を開設したため、従来使用された東京都世田谷区の馬事公苑で養成された最後の世代となった。主な同期生には木幡初広、鹿戸雄一、出津孝一、谷中公一、坂本勝美らがいる。
自身の回想によれば、養成所では「馬乗りが半端じゃなく下手で、超劣等生」であったが、当時の教官であった中俣修の叱咤激励を受けて努力を重ね、1984年に騎手免許を取得。2年次の厩舎実習を行った美浦トレーニングセンターの加藤修甫厩舎所属としてデビューを迎えた。

### 騎手時代

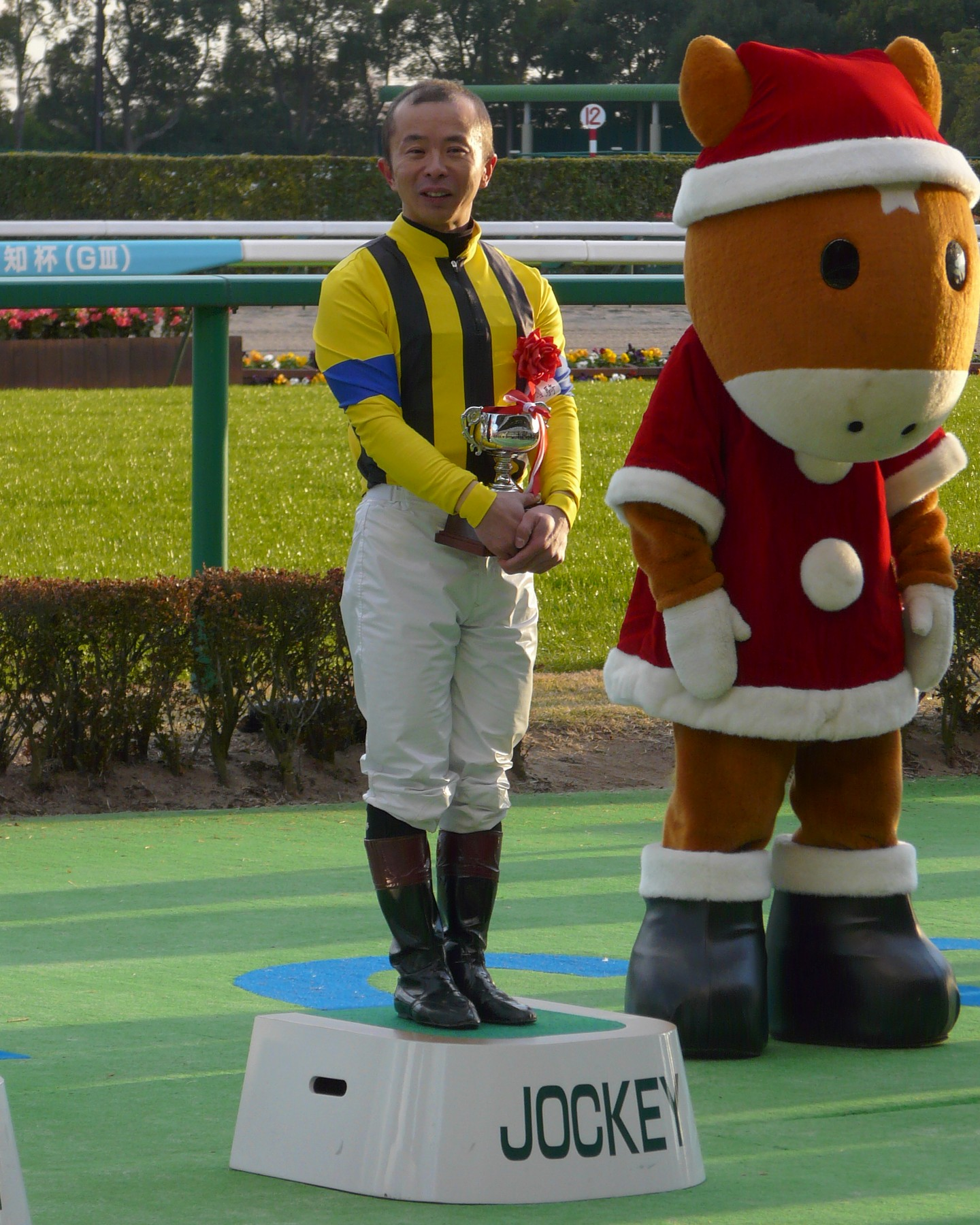
騎手時代(2009年愛知杯表彰式)

同年3月に初戦を迎え、5月6日にトドロキキングで初勝利を挙げる。しかし以後二度の騎乗停止処分を受けるなど精彩を欠き、初年度は7勝に終わった。しかし翌1985年は、加藤の後押しもあり39勝と躍進。さらに当年の秋から厩舎の期待馬であるアサヒエンペラーの主戦騎手を任された。しかし自身の騎乗ミスもあり皐月賞、東京優駿といった大競走でいずれも惜敗し、ファン・評論家などから批判を集める結果となった。のちに中舘は「あれがあったから、今もめげないで頑張れるんだと思います」と語っている。以後は騎乗数の少なさもあり、長らく年間20-30勝前後の成績で推移する中堅騎手として過ごした。
デビュー9年目を迎えた1992年、ブランドアートでフラワーカップを制し、重賞初勝利を挙げる。さらに翌1993年12月、ヒシアマゾンに騎乗して阪神3歳牝馬ステークスをレコードタイムで制し、GI競走初制覇を果たした。中舘と同馬のコンビは翌1994年にGI・エリザベス女王杯を含む重賞6連勝を達成。1995年には大きな獲得タイトルこそなかったものの、通年で戦線の中心を担う活躍を見せた。
ヒシアマゾンの登場と前後して騎乗依頼が増え始め、1990年代後半からは関東の上位騎手として定着。2000年以降は主戦場をローカル開催に移して騎乗数を増やし、2001年には自身初の年間100勝を達成した。2005年から2009年までは毎年100勝以上の成績を維持し、2005年、2006年には目標としていたワールドスーパージョッキーズシリーズ出場を果たしている。2007年にはアストンマーチャンでスプリンターズステークスを制し、ヒシアマゾンのエリザベス女王杯以来13年ぶりのGI勝利。2009年3月には史上12人目となる通算1500勝を達成した。2013年もローカル中心ながらも順調に勝ち鞍を伸ばしていたが、5月29日付けの自己のブログで「勉強の時間を取りたい」と発言し、これまでレースの騎乗記などを書いていたブログの更新を今後行わない旨の意思を明らかにした。また騎乗自体はその前週を最後に騎乗をしていなかったが、10月26日の新潟競馬で復帰した。
2014年12月11日、JRAより2015年度新規調教師免許試験の合格が発表された。これに伴い、2015年1月25日を以って騎手を引退した（2015年の騎乗は、引退日の25日及び前日の24日のみであった）。25日には騎乗した中山競馬場で引退セレモニーが行われたが、後述する福島競馬場での功績が大きいことから、「福島競馬記者クラブ特別賞」を受賞することになり、引退後（調教師開業後）の2015年4月26日に授賞式が行われた。

### 調教師時代
2015年に厩舎を開業し、3月2日中京6Rのキネオフライトで初出走（7着）、同年5月2日新潟12Rのブリリアントアスクで初勝利を挙げる。7月26日函館2歳ステークスのアルマククナが重賞初出走となる（10着）。
2016年1月11日フェアリーステークスにてビービーバーレルが1着となり重賞初制覇。同馬の桜花賞がG1初出走となる。
2020年7月11日、福島6Rの２歳新馬で管理するブルーバードが1着となり、初出走から1334戦目で現役150人目となるJRA通算100勝を達成した。
2024年7月14日、福島3Rでシドニーライトが1着となり、現役107人目となるJRA通算200勝を達成した。

## 騎手としての特徴
デビュー4年目の1987年に、年頭から4か月間未勝利を記録するスランプに陥った。このとき加藤から「追い込み馬でも構わないから、どの馬でもどのレースでもハナ行ってみろ」と助言され、以来逃げ戦法を得意としている。「逃げの中舘」とのイメージを完全に定着させたのは、大逃げで人気を博したツインターボとのコンビで、この頃には同じく逃げを得意とした2000勝騎手・増沢末夫になずらえ、「増沢二世」とも称された。また、増沢は福島を大の得意としていたが、やはり中舘も福島を得意としており、毎年福島開催の最多勝を獲得している。また、関西圏の中京・小倉での活動も増やしており、ローカルを主戦場として以降、勝利の半数以上は関西馬で挙げている。
ローカル開催での活躍が顕著である一方、重賞・GI級競走での勝利が、通算勝利数といった数字上の実績からは極端に少ないことも指摘される。これについて中舘は、「表舞台で重賞・クラシックに乗るか、それとも裏に回って数多く勝つか。ぼくは迷うことなく後者を選びました」と語っている。この背景には、2002年まで「1000勝騎手は調教師免許試験の第一次が免除される」という規定があったことが大きく関係しており、将来調教師を目指すに当たり「まさかその恩恵がなくなるとは思わなかったので」1000勝を達成するためにローカルを回るしかないと決意したという。大舞台を諦めてどのようにモチベーション保つのか、との問いに対しては、「確かにGIと未勝利戦での喜びの大きさは違うのかも知れないけど、どんなレースでもひとつ勝つと凄く嬉しいんです。乗り役は、1着でゴールを過ぎてから馬を止めるまでの間に、なんともいえない充実感にひたることができるんです」と語っている。

## 騎手成績

### 年度別成績（JRA）
| 年     | 区分 | 1着   | 2着   | 3着   | 4着以下 | 騎乗数 | 勝率 | 連対率 | 備考                                                                            |
| ------ | ---- | ----- | ----- | ----- | ------- | ------ | ---- | ------ | ------------------------------------------------------------------------------- |
| 1984年 | 平地 | 7     | 11    | 10    | 87      | 117    | .060 | .171   |                                                                                 |
| 1984年 | 障害 | 0     | 2     | 0     | 2       | 4      | .000 | .500   |                                                                                 |
| 1985年 | 平地 | 39    | 27    | 30    | 245     | 341    | .114 | .194   |                                                                                 |
| 1986年 | 平地 | 35    | 32    | 31    | 186     | 284    | .123 | .236   |                                                                                 |
| 1987年 | 平地 | 20    | 26    | 35    | 194     | 275    | .073 | .167   | 通算100勝達成（11月27日）                                                       |
| 1988年 | 平地 | 27    | 29    | 35    | 211     | 302    | .089 | .185   |                                                                                 |
| 1989年 | 平地 | 31    | 39    | 17    | 200     | 287    | .108 | .244   |                                                                                 |
| 1990年 | 平地 | 30    | 23    | 27    | 232     | 312    | .096 | .170   | フェアプレー賞（関東）                                                          |
| 1991年 | 平地 | 24    | 19    | 28    | 217     | 288    | .083 | .149   |                                                                                 |
| 1992年 | 平地 | 38    | 27    | 43    | 302     | 410    | .093 | .159   |                                                                                 |
| 1993年 | 平地 | 47    | 45    | 36    | 365     | 493    | .095 | .187   | フェアプレー賞（関東）                                                          |
| 1994年 | 平地 | 67    | 56    | 40    | 377     | 540    | .124 | .228   | フェアプレー賞（関東）                                                          |
| 1995年 | 平地 | 48    | 51    | 48    | 428     | 575    | .083 | .172   |                                                                                 |
| 1996年 | 平地 | 60    | 55    | 61    | 411     | 587    | .102 | .196   |                                                                                 |
| 1997年 | 平地 | 59    | 54    | 48    | 462     | 623    | .095 | .181   | 通算500勝達成（7月4日） フェアプレー賞（関東）                                  |
| 1998年 | 平地 | 57    | 44    | 54    | 464     | 619    | .092 | .163   |                                                                                 |
| 1999年 | 平地 | 58    | 46    | 64    | 551     | 719    | .081 | .145   | フェアプレー賞（関東）                                                          |
| 2000年 | 平地 | 72    | 84    | 52    | 546     | 754    | .095 | .207   |                                                                                 |
| 2001年 | 平地 | 100   | 85    | 81    | 549     | 815    | .123 | .227   | 中京競馬記者クラブ賞                                                            |
| 2002年 | 平地 | 92    | 89    | 72    | 629     | 882    | .104 | .205   | フェアプレー賞（関東）                                                          |
| 2003年 | 平地 | 73    | 74    | 74    | 553     | 774    | .094 | .190   |                                                                                 |
| 2004年 | 平地 | 81    | 78    | 94    | 639     | 892    | .091 | .178   | 通算10000回騎乗達成（史上11人目・1月5日） 通算1000勝達成（史上19人目・3月28日） |
| 2005年 | 平地 | 105   | 91    | 79    | 591     | 866    | .121 | .226   |                                                                                 |
| 2006年 | 平地 | 103   | 95    | 69    | 642     | 909    | .113 | .218   | フェアプレー賞（関東）                                                          |
| 2007年 | 平地 | 107   | 73    | 66    | 600     | 846    | .126 | .213   |                                                                                 |
| 2008年 | 平地 | 105   | 78    | 76    | 615     | 874    | .120 | .209   | 中京競馬記者クラブ賞 フェアプレー賞（関東）                                     |
| 2009年 | 平地 | 104   | 86    | 58    | 636     | 884    | .118 | .215   | 通算1500勝達成（史上12人目・2月15日） フェアプレー賞（関東）                    |
| 2010年 | 平地 | 68    | 50    | 54    | 558     | 730    | .093 | .162   |                                                                                 |
| 2011年 | 平地 | 81    | 70    | 59    | 621     | 731    | .111 | .207   |                                                                                 |
| 2012年 | 平地 | 52    | 34    | 27    | 430     | 542    | .096 | .159   | フェアプレー賞（関東）                                                          |
| 2013年 | 平地 | 24    | 13    | 9     | 216     | 262    | .092 | .141   |                                                                                 |
| 2014年 | 平地 | 9     | 10    | 6     | 137     | 162    | .056 | .117   |                                                                                 |
| 2015年 | 平地 | 0     | 0     | 0     | 4       | 4      | .000 | .000   |                                                                                 |
| 計     | 平地 | 1,823 | 1,594 | 1,483 | 12,791  | 17,691 | .103 | .193   |                                                                                 |
| 計     | 障害 | 0     | 2     | 0     | 2       | 4      | .000 | .500   |                                                                                 |
| 計     | 総計 | 1,823 | 1,596 | 1,483 | 12,797  | 17,699 | .103 | .193   |                                                                                 |

|            | 日付          | 競馬場・開催  | 競走名         | 馬名             | 頭数 | 人気 | 着順 |
| ---------- | ------------- | ------------- | -------------- | ---------------- | ---- | ---- | ---- |
| 初騎乗     | 1984年3月4日  | 2回中山4日8R  | 5歳上400万下   | レイズタガ       | 16   | 5    | 9着  |
| 初勝利     | 1984年5月6日  | 2回東京6日7R  | 5歳上400万下   | トドロキキング   | 15   | 8    | 1着  |
| 重賞初騎乗 | 1985年7月7日  | 1回福島8日11R | 七夕賞         | ニューギャロップ | 13頭 | 13   | 2着  |
| 重賞初勝利 | 1992年3月21日 | 2回中山7日11R | フラワーカップ | ブランドアート   | 14頭 | 10   | 1着  |
| GI初騎乗   | 1986年4月13日 | 3回中山8日11R | 皐月賞         | アサヒエンペラー | 21頭 | 3    | 3着  |
| GI初勝利   | 1993年12月5日 | 5回阪神2日11R | 阪神3歳牝馬S   | ヒシアマゾン     | 15頭 | 2    | 1着  |

### 表彰
- フェアプレー賞9回（1990年、1993年、1994年、1997年、2002年[18]、2006年[19]、2008年、2009年[20]、2012年[21]）
- 優秀騎手賞（勝利度数部門）2回（2001年[22]、2002年[18]）
- 中京競馬記者クラブ賞2回（2001年、2008年[23]）

### 主な騎乗馬
※括弧内は中舘騎乗時の優勝競走。
GI級競走優勝馬
- ヒシアマゾン（1993年阪神3歳牝馬ステークス、1994年エリザベス女王杯など重賞9勝[2]）
- アストンマーチャン（2007年スプリンターズステークス）[2]
- オーブルチェフ（2011年全日本2歳優駿など重賞2勝）[24]

その他重賞競走優勝馬
- ブランドアート（1992年フラワーカップ）[2]
- ツインターボ（1993年七夕賞、オールカマー）[2]
- システィーナ（1995年京都牝馬特別）[2]
- サンデーウェル（1995年セントライト記念）[2]
- オーバーザウォール（1998年 福島記念）[2]
- ユーワファルコン（2000年中日スポーツ賞4歳ステークス）[2]
- カリスマサンオペラ（2001年中山金杯）[2]
- アイランドオオジャ（2001年マーチステークス）[2]
- グランパドドゥ（2001年中日新聞杯）[2]
- アサカディフィート（2004年中山金杯、2008年小倉大賞典）[2]
- スーパージーン（2004年新潟記念）[2]
- カズサライン（2005年ファルコンステークス）[2]
- エンゲルグレーセ（2005年クラスターカップ）[25]
- アルコセニョーラ（2007年福島記念）[2]
- タスカータソルテ（2008年中京記念）[2]
- サカラート（2008年マーキュリーカップ）[26]
- リトルアマポーラ（2009年愛知杯）[2]
- レジネッタ（2010年福島牝馬ステークス）[2]
- イタリアンレッド（2011年七夕賞、府中牝馬ステークス）[2]

その他
- ホクトベガ
- オフサイドトラップ
- ヒシアケボノ
- イナズマタカオー
- カネツフルーヴ
- カリブソング
- コンゴウリキシオー
- シーイズトウショウ
- スターバレリーナ
- タップダンスシチー
- エスポワールシチー
- ミスキャスト
- メルシーエイタイム
- メジロマイヤー
- ファイトガリバー
- レーヴディソール
- フリオーソ
- イクノディクタス
- レジネッタ
- ウインクリューガー
- ショウナンカンプ

## 調教師成績
出典: 
|            | 日付          | 競馬場・開催  | 競走名               | 馬名               | 頭数 | 人気 | 着順 |
| ---------- | ------------- | ------------- | -------------------- | ------------------ | ---- | ---- | ---- |
| 初出走     | 2015年3月2日  | 2回中京1日6R  | 4歳上500万下         | キネオフライト     | 13頭 | 12   | 7着  |
| 初勝利     | 2015年5月2日  | 1回新潟1日12R | 春日山特別           | ブリリアントアスク | 10頭 | 7    | 1着  |
| 重賞初出走 | 2015年7月26日 | 2回函館6日11R | 函館2歳ステークス    | アルマククナ       | 16頭 | 9    | 10着 |
| 重賞初勝利 | 2016年1月11日 | 1回中山4日11R | フェアリーステークス | ビービーバーレル   | 16頭 | 3    | 1着  |
| GI初出走   | 2016年4月10日 | 2回阪神6日11R | 桜花賞               | ビービーバーレル   | 18頭 | 12   | 9着  |
| GI初勝利   |               |               |                      |                    |      |      |      |

### 主な管理馬
※括弧内は中舘管理下における優勝重賞競走、太字はGI級競走、斜字は地方競馬の重賞。
- ビービーバーレル （2016年フェアリーステークス）
- コウソクストレート （2017年ファルコンステークス）
- ハービンマオ （2018年関東オークス）
- オールアットワンス （2021年・2023年アイビスサマーダッシュ）